# Беден
Беден (болг. Беден) — село в Болгарии. Находится в Смолянской области, входит в общину Девин. Население составляет 464 человека.

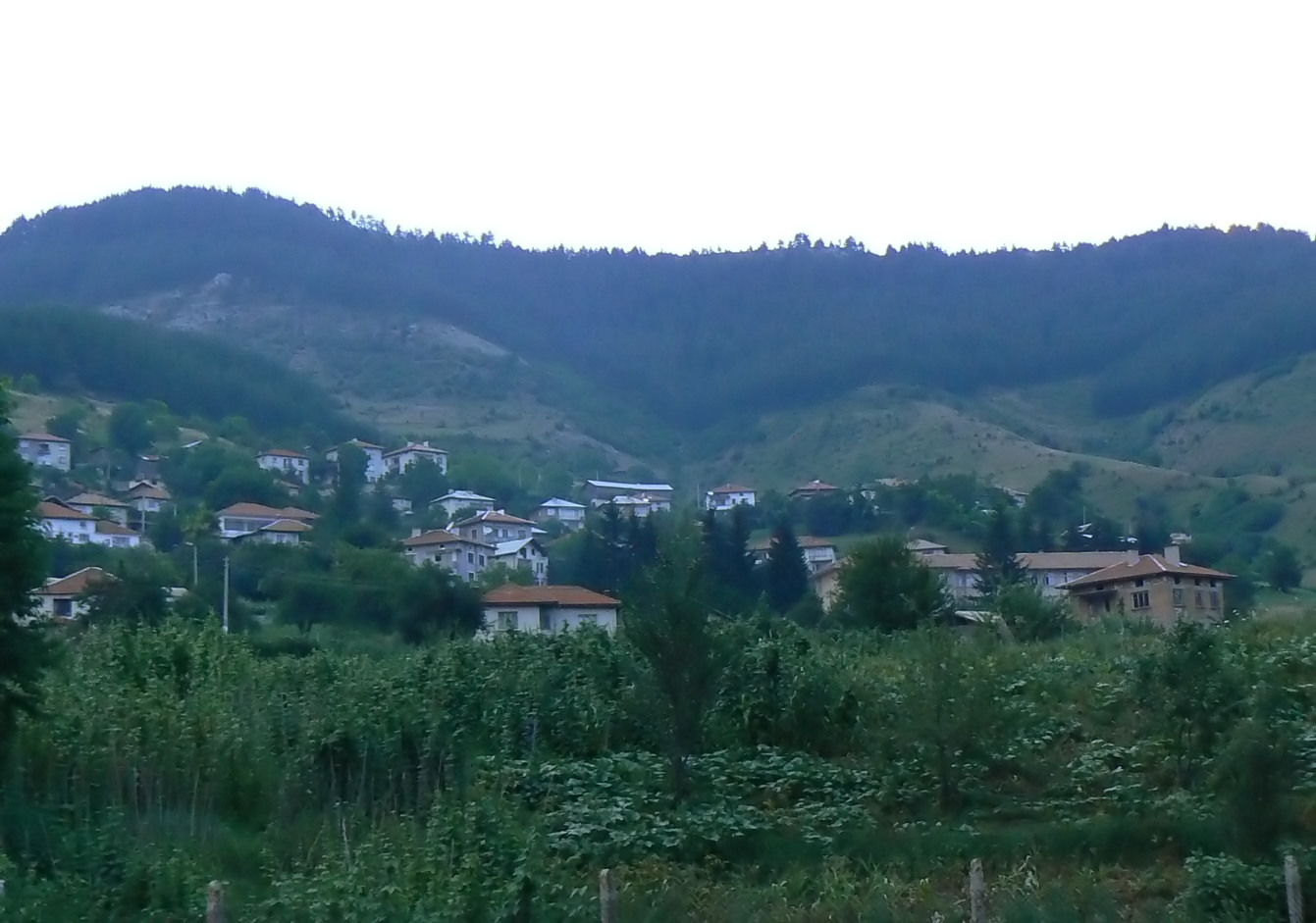

## Политическая ситуация
В местном кметстве Беден, в состав которого входит Беден, должность кмета (старосты) исполняет Владо Генчев Сустов (коалиция в составе 5 партий: Национальное движение «Симеон Второй» (НДСВ), ВМРО — Болгарское национальное движение, Земледельческий народный союз (ЗНС), Союз демократических сил (СДС), ДЕВИН НАШ ДОМ, СЪЮЗ НА СВОБОДНИТЕ ДЕМОКРАТИ) по результатам выборов.
Кмет (мэр) общины Девин — Здравко Василев Василев Движение за права и свободы (ДПС)) по результатам выборов.